# U-509
U-509 — большая океанская немецкая подводная лодка типа IX-C, времён Второй мировой войны. 
Заказ на постройку лодки был отдан судостроительной компании «Дойче Верке» в Гамбурге 20 октября 1939 года. Лодка была заложена 1 ноября 1940 года под строительным номером 305, спущена на воду 19 августа 1941 года, 4 ноября 1941 года под командованием корветтен-капитана Карла-Гейнца Вольффа вошла в состав учебной 4-й флотилии. 1 февраля 1942 года вошла в состав 10-й флотилии. Лодка совершила 5 боевых походов, в которых потопила 14 судов (69 893 брт), повредила 3 судна (23 358 брт) и необратимо повредила одно судно (6 821 брт). 12 июля 1943 года потоплена в северной Атлантике к западу от Виго (Испания) в районе с координатами 42.30N, 16.30W серией из семи глубинных бомб с американского самолёта типа «Эвенджер» из авиагруппы эскортного авианосца USS Santee. Все 54 члена экипажа погибли.